# Gmach prokuratur w Poznaniu
Gmach prokuratur – budynek mieszczący wszystkie poznańskie prokuratury rejonowe oraz prokuraturę okręgową i apelacyjną, zlokalizowany przy ul. Solnej/Hejmowskiego w centrum Poznania.
Czterokondygnacyjny obiekt, sfinansowany przez Ministerstwo Sprawiedliwości (50 milionów złotych), został oddany do użytku w 2008. Ma ponad 10 000 m² powierzchni. Zaprojektowali go architekci z pracowni Wojciecha Kolesińskiego. W przedniej części (od ul. Solnej) znajdują się prokuratura okręgowa i apelacyjna. W głębi umieszczono prokuratury rejonowe.
Przy gmachu stoi pomnik Adwokatów Czerwca ’56. W pobliżu znajdują się: sąd przy ul. Młyńskiej i areszt śledczy.